# Tumblr
Tumblr er en micro-blogging social netværkings-website, der blev startet i 2007 af David Karp. Siden er nu ejet af Automattic. Siden gør det også muligt for folk at dele flere forskellige slags medier. Heriblandt billeder, lydfiler og det er derudover også muligt at følge og kommentere på andre brugeres opslag.
Meget af Tumblr fokuserer på popkultur, og mange Internet memes har, for eksempel, deres oprindelse fra hjemmesiden.
| Internet | Spire Denne internet-relaterede artikel er en spire som bør udbygges. Du er velkommen til at hjælpe Wikipedia ved at udvide den. |